# Israel Trolle
Israel Israelsson Trolle, född 8 juli 1716 i Motala församling, Östergötlands län, död 4 juli 1795 i Allhelgona församling, Östergötlands län, var en svensk häradshövding. 

## Biografi
Israel Trolle föddes 1716 i Motala församling. Han var son till häradshövdingen Israel Trolle och Inga Margareta von Rudbeck. Trolle blev 1733 student vid Uppsala universitet och blev auskultant i Göta hovrätt 1735. År 1740 blev han vice häradshövding och 1747 häradshövding i Göstrings, Lysings, Dals och Aska härader domsaga. Han avled 1795 i Allhelgona församling.

### Familj
Trolle gifte sig 1747 med Anna Margareta Stenholm (1728-1795). Hon var dotter till landssekreteraren Carl Stenholm och Christina Hård af Segerstad i Östergötland. De fick tillsammans barnen Kristina Margareta Trolle (1748–1823) som var gift med fänriken Carl Gustaf Enander (1741–1830), Anna Maria Trolle (född 174) som var gift med riksdagsmannen Hans Wahlberg i Skänninge och handelsmannen Daniel Hagerstedt i Skänninge, Elisabeth Trolle som var gift med kornetten Anders Trolle, Hedvig Trolle som var gift med löjtnanten Magnus Siösteen i Väversunda församling